# 마쓰시다 유이
마츠시타 유이(일본어: 松下 唯, 1988년 7월 25일 ~ )는 일본 여성 아이돌 그룹 SKE48의 전 멤버이다.

## 개요
- 2011년 8월 25일, 동년 9월 말일로서, 상기의 다리의 치료 때문에 졸업하는 것을 발표.
- 2011년 9월 30일, SKE48를 졸업.
- 2012년 1월말, 비너스 엔터테인먼트에 소속해, 예능 활동 재개.
- 2015년 12월 1일, 소속사 사퇴로 인해 연예계 은퇴를 발표.